# Shelby Kramp-Neuman
Shelby Kramp-Neuman, née en 14 mai 1978, est une enseignante, conseillère financière et femme politique canadienne.
Élue députée à la Chambre des communes du Canada dans la circonscription de Hastings—Lennox and Addington lors des élections fédérales de 2021 sous la bannière du Parti conservateur du Canada, elle est réélue en 2025 alors que la circonscription est renommée Hastings—Lennox and Addington—Tyendinaga.

## Biographie
Shelby Kramp-Neuman est élue députée à la Chambre des communes du Canada dans la circonscription de Hastings—Lennox and Addington lors des élections fédérales de 2021. Elle est réélue lors des élections de 2025 dans la circonscription légèrement modifiée et renommée Hastings—Lennox and Addington—Tyendinaga.

## Vie personnelle
Kramp-Neuman est la fille de l'homme politique Daryl Kramp.